# Parafia św. Fabiana i Sebastiana w Szczuce
Parafia Świętych Fabiana i Sebastiana w Szczuce – parafia rzymskokatolicka z siedzibą w Szczuce, znajdująca się w dekanacie Górzno w diecezji toruńskiej.

## Zasięg parafii
Do parafii należą wierni z miejscowości: Szczuka, Gorczenica, Igliczyzna, Kozi Róg, Szymkowo, Szymkówko. 